# Lipnicka lipina
Lipnicka lipina – rodzaj herbaty z kwiatów lipy, będący produktem regionalnym gminy Lipnica Murowana, wpisanym w 2014 r. na Listę Produktów Tradycyjnych Ministerstwa Rolnictwa i Rozwoju Wsi. 

## Ciekawostki
- Lipnicka lipina była dawniej codziennym napojem mieszkańców Lipnicy Murowanej, oraz okolicznych miejscowości.
- Lipnicka lipina posiada wyrazisty słodki smak.
- Napój ten stosowano na dolegliwości takie jak: przeziębienie, grypa, kaszel, zapalenie oskrzeli, oraz jako środek do przemywania stanów zapalnych. Ponadto posiada właściwości napotne i przeciwgorączkowe.